# Shringasaurus
Shringasaurus (лат.) — род вымерших архозавроморфов из семейства Azendohsauridae. Известны из отложений единственного местонахождения в Индии, датируемых анизийским веком (средний триас).

## Этимология
Название рода Shringasaurus образовано от санскр. ‘Śṛṅga, рог, и лат. suarus, ящер. Видовой эпитет единственного вида лат. indicus указывает на местонахождение остатков.

## Описание

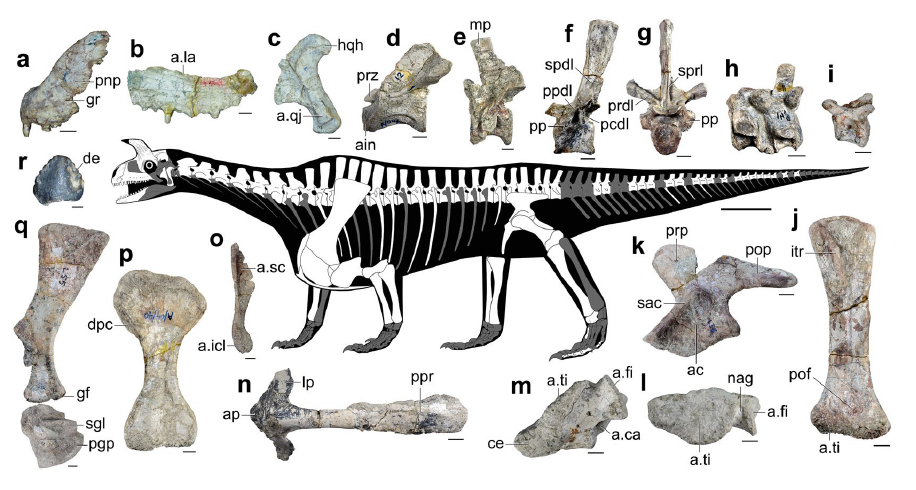
Реконструкция скелета

Длина взрослых особей составляла 3—4 метров. У этих животных были маленькие округлые головы с короткими надглазничными рогами и короткие зазубренные зубы, приспособленные для перетирания растительной пищи.